# 19 Brygada Piechoty (UHA)
19 Brygada Piechoty – oddział piechoty Armii Halickiej.
Jej dowódcą mianowany został mjr Robert Knittel.